# Condé, Indre
Condé är en kommun i departementet Indre i regionen Centre-Val de Loire i de centrala delarna av Frankrike. Kommunen ligger i kantonen Issoudun-Sud som tillhör arrondissementet Issoudun. År 2022 hade Condé 227 invånare.

## Befolkningsutveckling
Antalet invånare i kommunen Condé
Referens:INSEE